# Euzoiusz (patriarcha Antiochii)
Euzoiusz – mianowany przez arian patriarcha Antiochii; sprawował urząd w 360 r.